# 藤崎小百合
藤崎 小百合（ふじさき さゆり、1983年7月4日 - ）は、鹿児島県出身の競艇選手。登録番号4304。身長159cm。血液型A型。95期。福岡支部所属。同期に峰竜太、青木幸太郎、西村美智子らがいる。
鹿児島市立鹿児島女子高等学校卒業、書道・初等師範の腕前を持つ。

## 来歴
- やまと競艇学校時代、リーグ戦勝率3.88（準優出以上なし）の成績を残した。
- 2004年11月10日、芦屋競艇場でデビュー（3着）。
- 2005年6月26日、常滑競艇場での女子リーグ第5戦最終日1Rで初勝利（86走目）。
- 2007年2月5日、福岡競艇場での「LOVE FM・福岡なでしこカップ」で初優出（5着）。
- 2010年3月2日、下関競艇場での「第23回JAL女子王座決定戦競走」にG1初出場。
- 2011年5月24日、大村競艇場での「第7回 夢の初優勝W決定戦」で初優勝（優出8回目）。
- 2012年2月28日、多摩川競艇場での「G1第25回女子王座決定戦競走」初日6RでG1初勝利。